# Avenida Carlos Izaguirre
La avenida Carlos Izaguirre es una de las principales vías de la ciudad de Lima, capital del Perú. Toma el nombre de Carlos Alberto Izaguirre (1901 - 1980), abogado y político peruano, quien obtuvo el establecimiento legal del Día de la Madre.
Conforma junto a las avenidas Alfredo Mendiola, Antúnez de Mayolo y Las Palmeras, el eje comercial e institucional del norte de Lima. Se extiende de este a oeste, entre los distritos de Independencia, Los Olivos, San Martín de Porres y el Callao a lo largo de más de 45 cuadras.
La via fue trazada en la década de 1980, con el desarrollo de las primeras urbanizaciones de Los Olivos y San Martín de Porres, el asfaltado de las primeras 15 cuadras hasta la avenida Universitaria se realizó entre 1990 y 1995 por el gobierno central. Entre 2012 y 2014 se asfaltó el tramo Universitaria - Canta Callao por la municipalidad de Lima, y en 2025 se asfaltó el tramo Bertello - Gambetta por la municipalidad del Callao, queda pendiente un tramo de 7 cuadras entre Canta Callao y Alejandro Bertello, que corresponde a la municipalidad de Lima.

## Recorrido
Se inicia en la avenida Túpac Amaru, donde se ubica la estación Izaguirre del Metropolitano. Continúa desde la estación Izaguirre en una línea recta, que se encuentra en un área controvertida entre San Martín de Porres e Independencia, hasta llegar a la carretera Panamericana Norte. Luego, continua por las avenidas Palmeras, Universitaria, Canta Callao, Pacasmayo, Japón, y termina su recorrido en la avenida Néstor Gambetta.

## Puntos relevantes
Independencia
- Cuadra 1: 
  -  Estación Izaguirre del Metropolitano
  - Clínica Jesús del Norte, Importaciones Hiraoka.[4]
- Cuadra 2: Corte Superior de Justicia de Lima Norte, galería San Lázaro.
  - AN-18 Alimentador Metropolitano.
- Cuadra 4: Cruce con Av. Alfredo Mendiola (Panamericana Norte)
  - Centro financiero de Lima Norte, supermercado Plaza Vea, centro comercial Royal Plaza, McDonald's. -
  - AN-18 Alimentador Metropolitano.
  -  Futura estación del Metro de Lima (Línea 3)

Los Olivos
- Cuadra 6: La Curacao
- Cuadra 8: 
  - Editorial Navarrete
  - AN-18 Alimentador Metropolitano.
  - 101 Corredor Amarillo
- Cuadra 10: cruce con Av. Las Palmeras.
  - Plaza y palacio municipal de Los Olivos
  - AN-18 Alimentador Metropolitano.
  - AN-17 Alimentador Metropolitano.
  - 101 Corredor Amarillo
- Cuadra 12: Indecopi.
- Cuadra 17: 
  - Iglesia Bíblica Palmas Reales
  - AN-18 Alimentador Metropolitano.
  - 101 Corredor Amarillo
- Cuadra 18: Cruce con Av. Universitaria.
  - Colegio Pamer, Colegio Montserrat, Colegio parroquial Tomas Brown, Centro Comercial ASCAI

San Martín de Porres
- Cuadra 19: 
  - Clínica Izaguirre
  - AN-18 Alimentador Metropolitano.
  - 101 Corredor Amarillo
- Cuadra 23: 
  - Colegio Izaguirre
  - AN-18 Alimentador Metropolitano.
  - 101 Corredor Amarillo
- Cuadra 24: Concesionaria Mitsui
- Cuadra 25: 
  - Mercado Puente Camote
  - AN-18 Alimentador Metropolitano.
  - 101 Corredor Amarillo
- Cuadra 32: Empresa de transportes Sajy - cruce con Canta Callao (futuro periférico vial norte)
  - 101 Corredor Amarillo
- Cuadra 34: Colegio Matemático Honores
  - Futura estación Tren de cercanías Callao - Lima - Barranca.
- Cuadra 35: Colegio Saco Oliveros
- Cuadra 37: Intersección con Av. Pacasmayo
  - Mercado Sarita Colonia

Callao
- Cuadra 40: Cruce con Av. Alejandro Bertello
- Cuadra 50: Cruce con Av. Néstor Gambetta
  - Futura estación Tren de cercanías Callao - Lima - Barranca.
- Cuadra 52: Terminal Pesquero del Callao